# Budapest Székesfővárosi Közlekedési Rt.

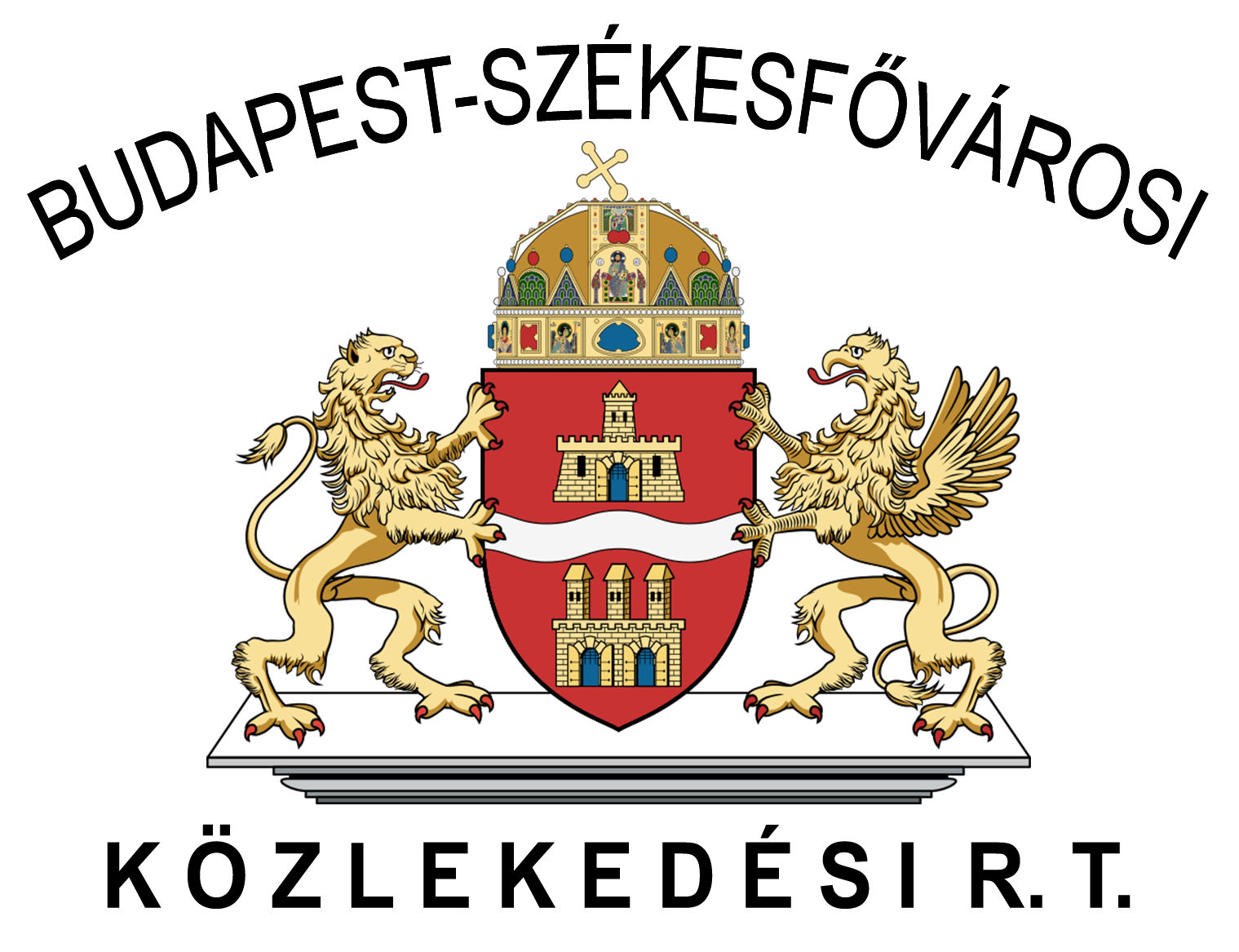
A BSZKRT. logója

A Budapest Székesfővárosi Közlekedési Részvénytársaság (röviden BSZKRT vagy BSzKRt, ejtsd: 'beszkárt') egy 1923–1949 között működő, Budapest közösségi közlekedését integráltan lebonyolító vállalat volt. Kezdetekben csak a villamoshálózatot üzemeltette, de az 1930-as évek közepére már az autóbuszhálózat, a fogaskerekű, a sikló, a HÉV-hálózat (és az időközben létrejött trolibusz) üzemeltetését is átvette. 1949-ben feloszlott, ekkor közel két évtizedes széttagoltság következett be a közösségi közlekedésben, egészen a BKV 1968-as létrejöttéig.

## Szerepe a közösségi közlekedésben
1918 novemberében a Budai Közúti Vaspálya Társaság (BKVT), a Budapest-Újpest-Rákospalotai Villamos Közúti Vasút (BURV) és a  Budapesti Villamos Városi Vasút (BVVV) Budapesti Egyesített Városi Vasutak (BEVV) néven egyesült és a fővároshoz került, létrejöttével pedig megszűnt a vállalatok közötti versengés, mivel a forgalom lebonyolítását egy egységes vállalat szervezte. 1922. december 27-én megszűnt a BEVV, jogutódja a BSZKRT lett. A BSZKRT a villamosközlekedésben jelentős fejlesztéseket hajtott végre: 1926-ban és 1930-ban átszervezte az addigi villamoshálózatot, új járműveket szerzett be és fejlesztette a kocsiszíneket is. A négyjegyű pályaszámok 1924-es bevezetése is a vállalathoz kötődik. 1932-ben a Budapesti Helyi Érdekű Vasutak Rt. (BHÉV) is beolvadt a BSZKRT-be.
A BSZKRT a fővárosi buszhálózatra újabb járműveket vásárolt, valamint új járműtelepet is létesített (mai Kelenföldi Divízió). Ebben az időben építették ki az első budapesti trolibuszvonalat is, ez 1933–44 között üzemelt Óbudán, de az első pesti trolibuszvonal létrejötte is a vállalathoz kapcsolódik, azonban a BSZKRT-ot még a pesti 70-es átadása előtt feldarabolták.